# Hexatoma (Hexatoma) prolixicornis
Hexatoma (Hexatoma) prolixicornis is een tweevleugelige uit de familie steltmuggen (Limoniidae). De soort komt voor in het Oriëntaals gebied.